# Simpatico (альбом The Vandermark 5)
Simpatico — студийный альбом американского джазового саксофониста Кена Вандермарка, записанный в 1998 году и выпущенный на лейбле Atavistic Records. Это была третья запись группы Vandermark 5, первая — с Дэйвом Ремписом, заменившим прежнего саксофониста Марса Уильямса.

## Отзывы
| Оценки критиков           | Оценки критиков |
| Источник                  | Оценка          |
| ------------------------- | --------------- |
| AllMusic                  | [ 1 ]           |
| The Penguin Guide to Jazz | [ 2 ]           |

Альбом получил в целом положительные отзывы. В своей рецензии для AllMusic Том Юрек утверждает: «Используя американских джазменов для духовного вдохновения и европейскую модель свободной джазовой импровизации, Вандермарк и компания создали нечто совершенно своё: крепкий, грубый, душевный фанк и шквал, который держит в своей коллективной хватке души Sun Ra, Steve Lacy, Albert Ayler и James Brown’s JBs».
Penguin Guide to Jazz отмечает, что «Ремпис неожиданно заменил Уильямса, а поскольку он играет только на альте, это несколько сужает тональную палитру — хотя этот супернасыщенный и великолепно сфокусированный сет, несомненно, является лучшим на сегодняшний день у группы».

## Список композиций
Автор всех композиций Кен Вандермарк
1. «Vent» — 6:57
2. «Fact and Fiction» — 8:48
3. «Full Deck» — 5:17
4. «Anywhere Else» — 9:54
5. «STHLM» — 9:06
6. «Cover to Cover» — 8:26
7. «Point Blank» — 8:37
8. «Encino» — 8:01